# 杉松
杉松（Abies holophylla）又名东北杉松、沙松、遼東冷杉，为冷杉屬植物，分佈于亞州東北部。

## 形态

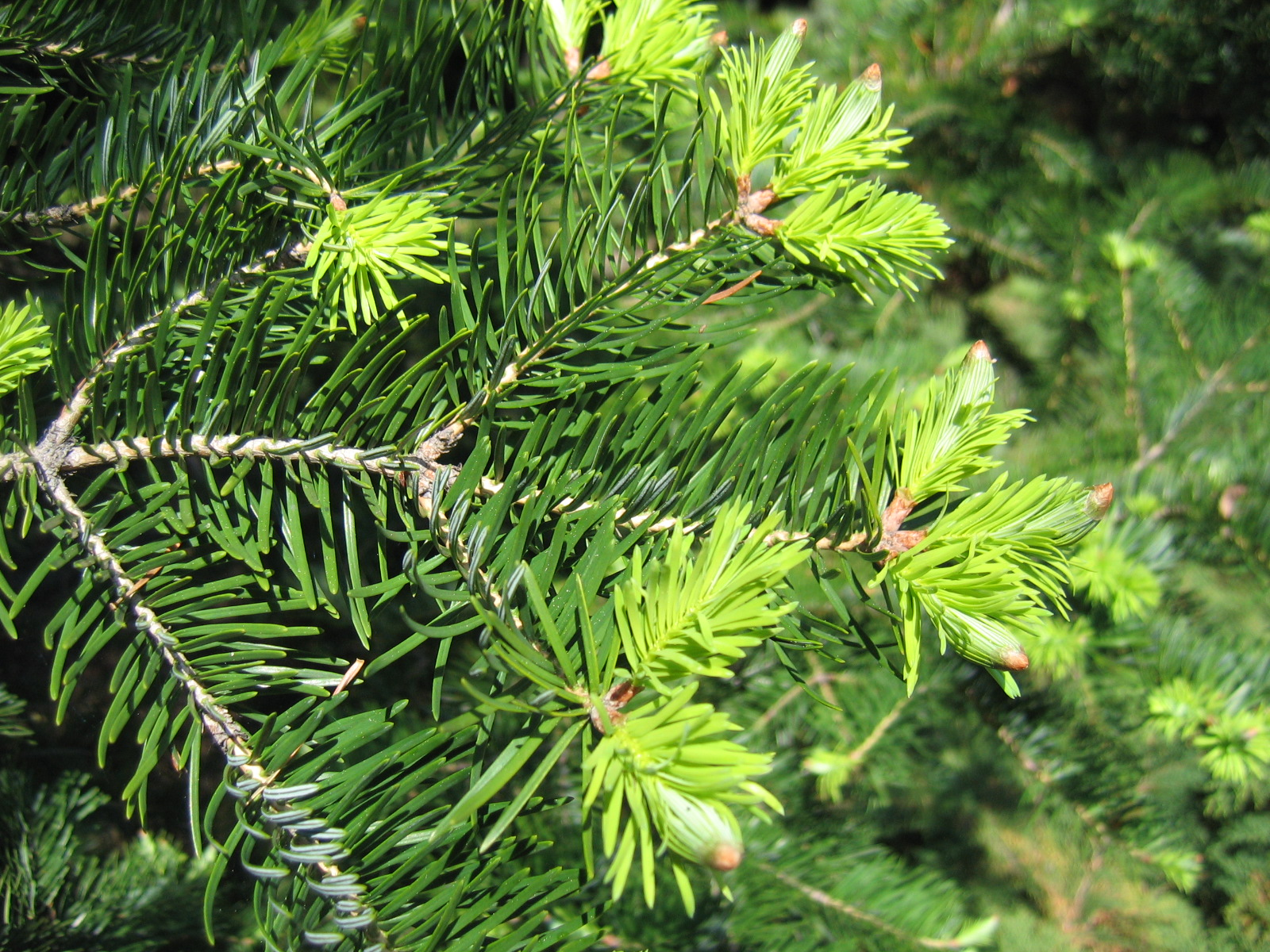
枝葉

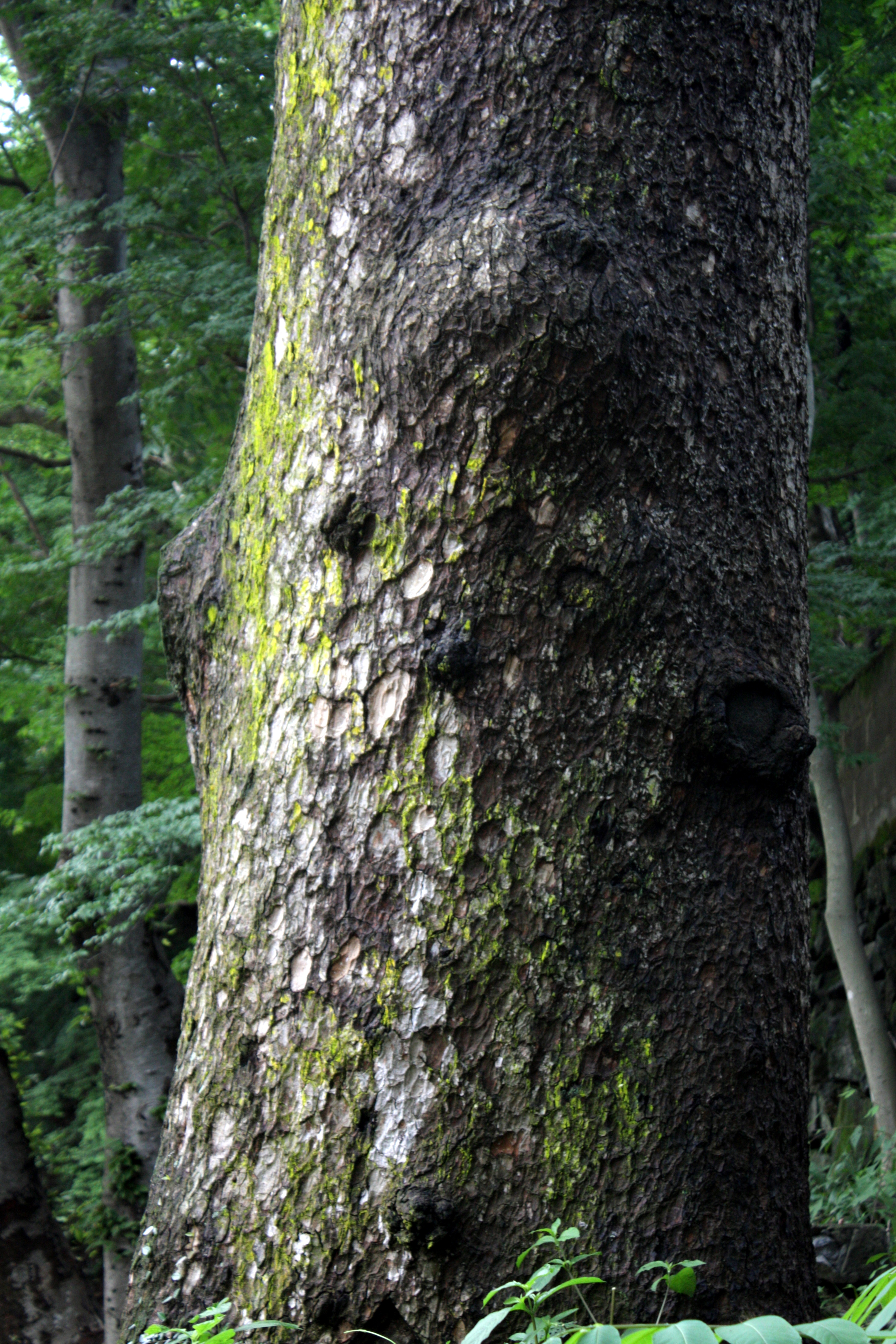
樹皮

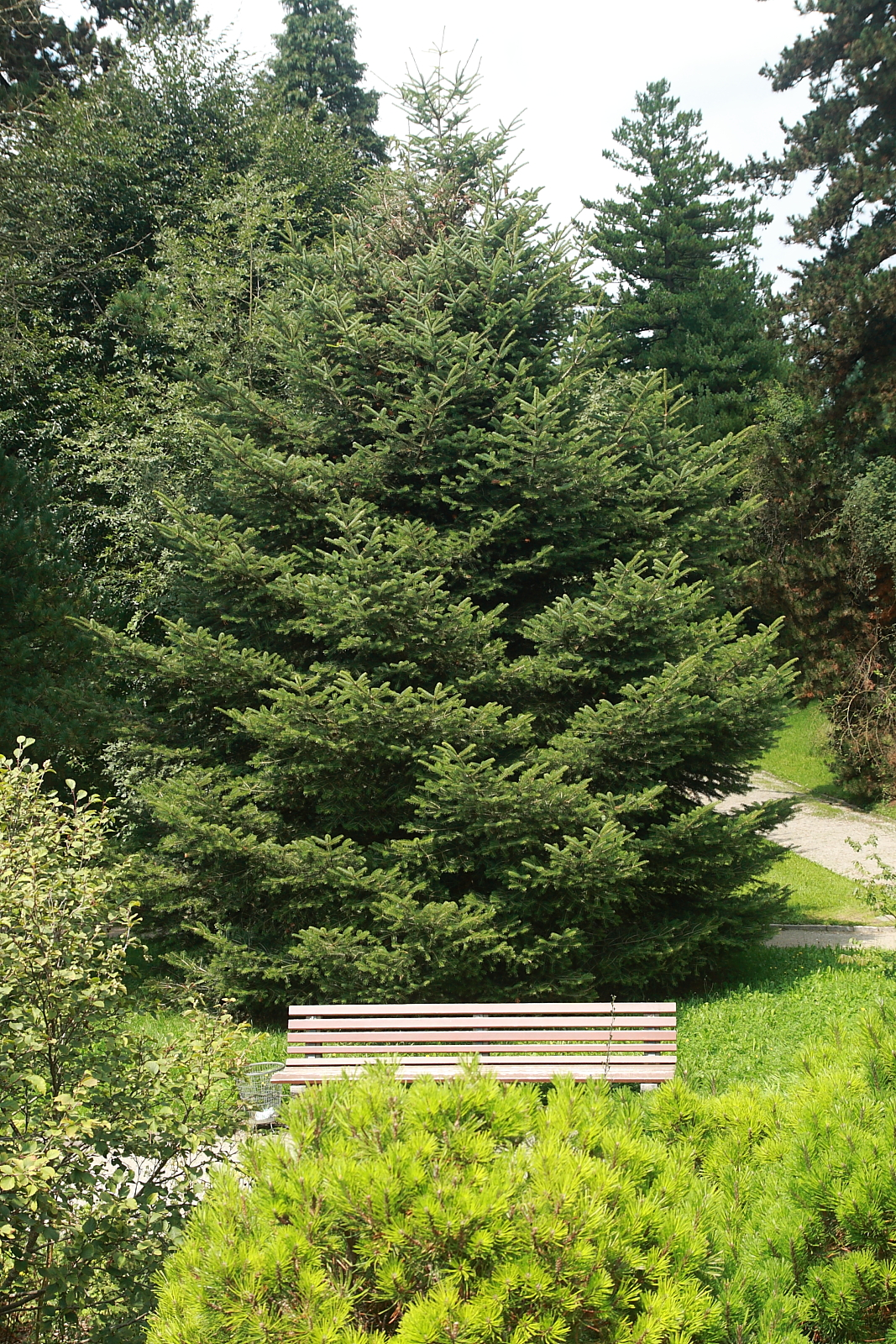
慕尼黑植物園的杉松

常綠喬木；一年生枝黃灰色或淡黃褐色，無毛，有光澤。葉排列緊密，葉條形，長2-4厘米，寬1.5-2.5毫米，先端突尖或漸尖，葉面中脈凹下，果枝的葉上面近先端或中上部常有2-5條不完整的氣孔線，下面沿中脈兩側有白色氣孔帶。雄球花單生葉腋，下垂，雌球花單獨腋生，直立，由多數螺旋狀排列的苞鱗和珠鱗組成。球果為圓柱形，長5.8-12厘米，熟時淡黃褐色或淡褐色；種鱗為扇狀橫橢圓形；苞鱗短，長度不到種鱗之半，先端有刺狀尖頭；種子上端有寬大的膜質翅。木材供建築，電桿及木纖維原料；樹皮含單寧，種子含油約30%，可製油漆和肥皂。

## 分布
杉松分佈於中國東北長白山、老爺嶺和張廣才嶺，朝鮮，俄羅斯也有分佈，为中国东北主要用材树种。